# Société de statistique de Paris
Pour les articles homonymes, voir SSP.
La société de statistique de Paris est une société savante, spécialisée dans la statistique, fondée en 1860 par Michel Chevalier et Louis René Villermé en prenant la suite de la Société française de statistique universelle. En 1997, elle a été fusionnée avec l'Association pour la statistique et ses utilisations et la Société de statistique de France pour créer la société française de statistique. La société a édité le Journal de la Société de statistique de Paris de 1860 à 1998. Depuis 1999, le journal a été renommé Journal de la Société française de statistique.

## Présidents
- 1883 : Émile Cheysson[2]
- Arthur Fontaine
- 1913-1914 : Gaston Cadoux
- 1914-1941 : Michel Huber
- 1942-1945 : Félix Leprince-Ringuet
- 1949 : René Roy[3]
- 1970 : Jean Bourgeois-Pichat[4]